# Newcastle (Wyoming)
Pour les articles homonymes, voir Newcastle.
La ville américaine de Newcastle est le siège du comté de Weston, dans l’État du Wyoming. Lors du recensement de 2020, sa population s’élevait à 3 374 habitants.

## Source
- (en) Cet article est partiellement ou en totalité issu de l’article de Wikipédia en anglais intitulé « Newcastle, Wyoming » (voir la liste des auteurs).